# Premio Molière
Los Premios Molière (en francés: Les Molières) son los premios nacionales de teatro de Francia, otorgados anualmente el mes de abril o mayo desde 1987, en el transcurso de la ceremonia conocida como La Nuit des Molières (en español: La noche de los Molières). 
La Academia de los Molières (en francés: Académie des Molières) organiza la ceremonia de entrega de los premios, compuesta de destacados directores de teatros, artistas, dramaturgos, directores de escena, críticos, escenógrafos, diseñadores de vestuario, luces, etc., elige a los premiados.
Sus equivalentes internacionales más conocidos son los estadounidenses, Premios Tony y los británicos, Premios Laurence Olivier. El nombre de los premios es en homenaje a Molière, el célebre dramaturgo francés del siglo XVII.

## Historia
En 1986, Jean-Louis Barrault, Jean Le Poulain, Claude Santelli, Jérôme Hullot, Jean Danet, Jacqueline Cartier, Guy Dumur, Roland Bertin, directores de teatros privados, críticos y personalidades del mundo teatral, decidieron crear la ceremonia de los Molières. Los fundadores de los premios crearon entonces la asociación APAT y encargaron a Georges Cravenne la organización de la primera ceremonia que tuvo lugar el 27 de mayo de 1987 en el teatro del Châtelet de París. Poco a poco se les unieron personalidades de teatros públicos.